# 左營天府宮
左營天府宮，俗稱太子爺廟，是臺灣高雄市左營區蓮池潭畔的廟宇，位於高雄市左營區蓮潭路158號，主奉中壇元帥（三太子）。

## 廟史

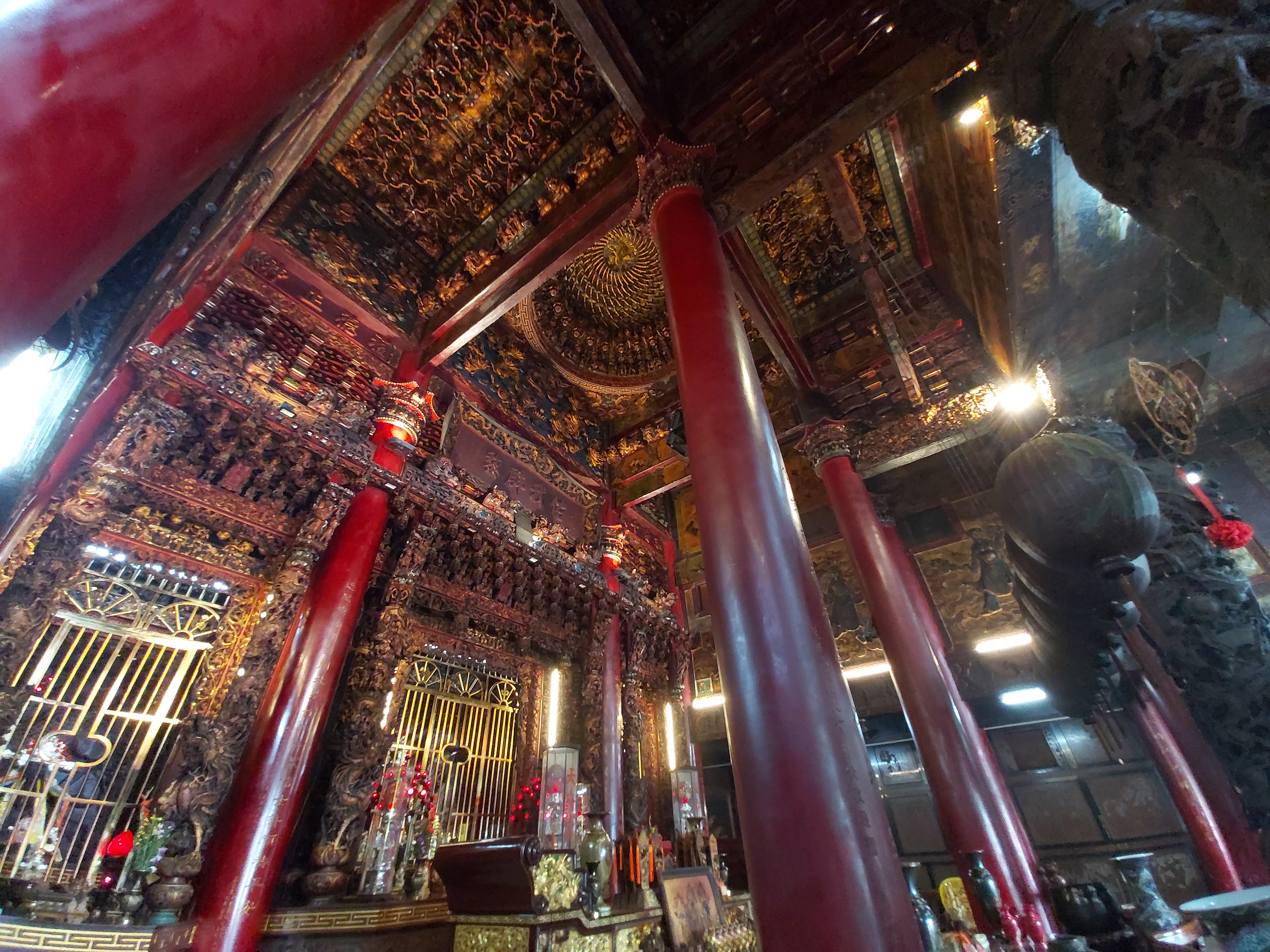
左營天府宮正殿

天府宮主祀中壇元帥哪吒太子，並同祀朱府千歲、福德正神與黑虎將軍。
中壇元帥本尊最早於西元 1660 年（明朝永曆年間）供奉於中國福建同邑。當時，先民柯春行隨鄭成功渡海來台開墾拓地，為祈求航海平安，恭請中壇元帥哪吒三太子隨行護佑。在順利於台南登陸後，暫居於六甲果毅後，隨後遷至高雄左營蓮池潭，奠基安座至今。
據傳，在第二次世界大戰期間，中壇元帥屢次顯現神威，其金身曾現於空中，施展金環抵禦炮火，護佑百姓。此事廣為流傳，聲名遠播，信眾因此日益增加，香火愈加鼎盛。
天府宮早期信眾選址於蓮池潭畔建廟，周遭荷香飄逸，風景秀麗。相傳此地風水極佳（稱為螞蟻穴），為太子親選之寶地。後來，廟宇經多次改建，現已成為一座具有華南建築風格的五門式曲翹歇山燕尾建築。廟體重簷疊瓦，氣勢磅礡，屋脊上的剪黏藝術生動活潑，別具一格。
正殿神龕採用上等檜木製作，搭配樟木雕刻的前後殿綱目，華麗精緻，彩繪粘金更是栩栩如生。廟中鎮殿的九龍石柱高達二十一尺，直徑四尺一，雕工精湛，氣勢非凡，成為全台信眾敬仰的壯麗大廟

## 祀神
中壇元帥、朱府千歲、福德正神、黑虎將軍